# Liste des États dans les années 2010
 (octobre 2022).

## États souverains reconnus internationalement

### A
- Abkhazie – République d'Abkhazie (État indépendant de facto)
- Afghanistan - République islamique d'Afghanistan, État membre de l'ONU
- Afrique du Sud – République d'Afrique du Sud, État membre de l'ONU
- Albanie - République d'Albanie, État membre de l'ONU
- Algérie – République algérienne démocratique et populaire, État membre de l'ONU
- Allemagne - République fédérale d'Allemagne, État membre de l'ONU
- Andorre – Principauté d'Andorre, État membre de l'ONU
- Angola - République d'Angola, État membre de l'ONU
- Antigua-et-Barbuda - État membre de l'ONU
- Arabie saoudite – Royaume d'Arabie saoudite, État membre de l'ONU
- Argentine – République argentine, État membre de l'ONU
- Arménie - République d'Arménie, État membre de l'ONU
- Australie – Commonwealth d'Australie, État membre de l'ONU
- Autriche – République d'Autriche, État membre de l'ONU
- Azerbaïdjan - République d'Azerbaïdjan, État membre de l'ONU

### B
- Bahamas – Commonwealth des Bahamas, État membre de l'ONU
- Bahreïn - Royaume de Bahreïn, État membre de l'ONU
- Bangladesh – République populaire du Bangladesh, État membre de l'ONU
- Barbade - État membre de l'ONU
- Belgique – Royaume de Belgique, État membre de l'ONU
- Belize - État membre de l'ONU
- Bénin - République du Bénin, État membre de l'ONU
- Bhoutan – Royaume du Bhoutan, État membre de l'ONU
- Biélorussie - République de Biélorussie, État membre de l'ONU
- Birmanie - République de l'Union du Myanmar, État membre de l'ONU
- Bolivie - État plurinational de Bolivie, État membre de l'ONU
- Bosnie-Herzégovine - État membre de l'ONU
- Botswana – République du Botswana, État membre de l'ONU
- Brésil – République fédérative du Brésil, État membre de l'ONU
- Brunei – État de Brunei, Asile de paix, État membre de l'ONU
- Bulgarie - République de Bulgarie, État membre de l'ONU
- Burkina Faso - État membre de l'ONU
- Burundi - République du Burundi, État membre de l'ONU

### C
- Cambodge - Royaume du Cambodge, État membre de l'ONU
- Cameroun – République du Cameroun, État membre de l'ONU
- Canada – État membre de l'ONU
- Cap-Vert - République du Cabo Verde, État membre de l'ONU
- République centrafricaine - État membre de l'ONU
- Chili – République du Chili, État membre de l'ONU
- Chine – État membre de l'ONU
- Chypre du Nord – République turque de Chypre du Nord (État indépendant de facto partiellement reconnu)
- Colombie – État membre de l'ONU – République de Colombie, État membre de l'ONU
- Comores – État membre de l'ONU - Union des Comores, État membre de l'ONU
- Congo – État membre de l'ONU - État membre de l'ONU
- République démocratique du Congo – État membre de l'ONU - État membre de l'ONU
- Îles Cook – État membre de l'ONU (État en libre association avec la Nouvelle-Zélande)
- Corée du Nord – République populaire démocratique de Corée, état membre de l'ONU (n'était pas reconnu par 2 membres de l'ONU)
- Corée du Sud , République de Corée, état membre de l'ONU (n'était pas reconnu par la Corée du Nord)
- Costa Rica – État membre de l'ONU – République du Costa Rica, État membre de l'ONU
- Côte d'Ivoire – État membre de l'ONU – République de Côte d'Ivoire, État membre de l'ONU
- Croatie – République de Croatie, État membre de l'ONU
- Cuba – République de Cuba, État membre de l'ONU
- Chypre République de Chypre, État membre de l'ONU

### D
- Danemark – Royaume de Danemark, État membre de l'ONU
- Djibouti – République de Djibouti, État membre de l'ONU
- Dominique – Commonwealth de Dominique, État membre de l'ONU
- République dominicaine - État membre de l'ONU
- République populaire de Donetsk - (entité autonome de facto non reconnue)

### E
- Équateur – République d'Équateur, État membre de l'ONU
- Égypte – République arabe d'Égypte, État membre de l'ONU
- Émirats arabes unis - État membre de l'ONU
- Érythrée - État d'Érythrée, État membre de l'ONU
- Espagne – Royaume d'Espagne, État membre de l'ONU
- Estonie – République d'Estonie, État membre de l'ONU
- États-Unis – États-Unis d'Amérique, État membre de l'ONU
- Éthiopie - République fédérale démocratique d'Éthiopie, État membre de l'ONU

### F
- Fidji - République des Fidji, État membre de l'ONU
- Finlande – République de Finlande, État membre de l'ONU
- France – République française, État membre de l'ONU

### G
- Gabon – République gabonaise, État membre de l'ONU
- Gambie – République de Gambie, État membre de l'ONU
- Géorgie - État membre de l'ONU
- Ghana – République du Ghana, État membre de l'ONU
- Grèce – République hellénique, État membre de l'ONU
- Grenade - État membre de l'ONU
- Guatemala – République du Guatemala, État membre de l'ONU
- Guinée – République de Guinée, État membre de l'ONU
- Guinée-Bissau – République de Guinée-Bissau, État membre de l'ONU
- Guinée équatoriale – République de Guinée Équatoriale, État membre de l'ONU
- Guyana – République coopérative du Guyana, État membre de l'ONU

### H
- Haïti – République d'Haïti, État membre de l'ONU
- Haut-Karabagh - République du Haut-Karabagh (État indépendant de facto)
- Honduras – République du Honduras, État membre de l'ONU
- Hongrie - État membre de l'ONU

### I
- Inde – République de l'Inde, État membre de l'ONU
- Indonésie République d'Indonésie, État membre de l'ONU
- Irak - République d'Irak, État membre de l'ONU
- Iran – République islamique d'Iran, État membre de l'ONU
- Irlande – République d'Irlande, État membre de l'ONU
- Islande – République d'Islande, État membre de l'ONU
- Israël – État d'Israël, État membre de l'ONU (n'était pas reconnu par 21 États membres de l'ONU)
- Italie – République italienne, État membre de l'ONU

### J
- Jamaïque - État membre de l'ONU
- Japon - État membre de l'ONU
- Jordanie – Royaume hachémite de Jordanie, État membre de l'ONU

### K
- Kazakhstan – République du Kazakhstan, État membre de l'ONU
- Kenya – République du Kenya, État membre de l'ONU
- Kirghizistan - République Kirghize, État membre de l'ONU
- Kiribati , République de Kiribati, État membre de l'ONU
- Kosovo - République du Kosovo (entité autonome de facto partiellement reconnue)
- Koweït – État du Koweït, État membre de l'ONU

### L
- Laos – République démocratique populaire lao, État membre de l'ONU
- Lesotho – Royaume du Lesotho, État membre de l'ONU
- Lettonie – République de Lettonie, État membre de l'ONU
- Liban – République libanaise, État membre de l'ONU
- Liberia – République du Liberia, État membre de l'ONU
- Libye - État membre de l'ONU
- Liechtenstein – Principauté du Liechtenstein, État membre de l'ONU
- Lituanie – République de Lituanie, État membre de l'ONU
- République populaire de Lougansk -  (entité autonome de facto non reconnue)
- Luxembourg – Grand-Duché de Luxembourg, État membre de l'ONU

### M
- Macédoine - République de Macédoine, État membre de l'ONU
- Madagascar - République de Madagascar, État membre de l'ONU
- Malaisie - État membre de l'ONU
- Malawi – République du Malawi, État membre de l'ONU
- Maldives – République des Maldives, État membre de l'ONU
- Mali – République du Mali, État membre de l'ONU
- Malte – République de Malte, État membre de l'ONU
- Maroc – Royaume du Maroc, État membre de l'ONU
- Îles Marshall – République des Îles Marshall  (État associé avec les États-Unis), État membre de l'ONU
- Maurice - République de Maurice, État membre de l'ONU
- Mauritanie – République islamique de Mauritanie, État membre de l'ONU
- Mexique – États-Unis mexicains, État membre de l'ONU
- États fédérés de Micronésie (État associé avec les États-Unis), État membre de l'ONU
- Moldavie – République de Moldavie, État membre de l'ONU
- Monaco – Principauté de Monaco, État membre de l'ONU
- Mongolie - État membre de l'ONU
- Monténégro - État membre de l'ONU
- Mozambique - République du Mozambique, État membre de l'ONU

### N
- Namibie – République de Namibie, État membre de l'ONU
- Nauru – République de Nauru, État membre de l'ONU
- Népal - République démocratique fédérale du Népal, État membre de l'ONU
- Nicaragua – République du Nicaragua, État membre de l'ONU
- Niger – République du Niger, État membre de l'ONU
- Nigeria – République fédérale du Nigeria, État membre de l'ONU
- Niue (État associé avec la Nouvelle-Zélande)
- Norvège – Royaume de Norvège, État membre de l'ONU
- Nouvelle-Zélande - État membre de l'ONU

### O
- Oman – Sultanat d'Oman, État membre de l'ONU
- Ossétie du Sud - République d'Ossétie du Sud (État indépendant de facto)
- Ouganda – République d'Ouganda, État membre de l'ONU
- Ouzbékistan – République d'Ouzbékistan, État membre de l'ONU

### P
- Pakistan – République islamique du Pakistan, État membre de l'ONU
- Palaos - République des Palaos (État associé avec les États-Unis), État membre de l'ONU
- Palestine - État de Palestine, observateur permanent aux Nations unies
- Panama – République du Panama, État membre de l'ONU
- Papouasie-Nouvelle-Guinée – État indépendant de Papouasie-Nouvelle-Guinée, État membre de l'ONU
- Paraguay – République du Paraguay, État membre de l'ONU
- Pays-Bas – Royaume des Pays-Bas, État membre de l'ONU
- Pérou – République du Pérou, État membre de l'ONU
- Philippines – République des Philippines, État membre de l'ONU
- Pologne – République de Pologne, État membre de l'ONU
- Portugal – République portugaise, État membre de l'ONU

### Q
- Qatar – État du Qatar, État membre de l'ONU

### R
- République arabe sahraouie démocratique (État indépendant de facto partiellement reconnu)
- République tchèque – État membre de l'ONU
- Roumanie – État membre de l'ONU
- Royaume-Uni – Royaume-Uni de Grande-Bretagne et d'Irlande du Nord, État membre de l'ONU
- Russie – Fédération de Russie, État membre de l'ONU
- Rwanda – République du Rwanda, État membre de l'ONU

### S
- Saint-Christophe-et-Niévès – Fédération de Saint-Christophe-et-Niévès, État membre de l'ONU
- Sainte-Lucie – État membre de l'ONU
- Saint-Marin – République de Saint-Marin, État membre de l'ONU
- Saint-Vincent-et-les-Grenadines – État membre de l'ONU
- Îles Salomon – État membre de l'ONU
- Salvador – République du Salvador, État membre de l'ONU
- Samoa - État indépendant des Samoa, État membre de l'ONU
- Sao Tomé-et-Principe – République démocratique de Sao Tomé-et-Principe, État membre de l'ONU
- Sénégal – République du Sénégal, État membre de l'ONU
- Serbie - République de Serbie, État membre de l'ONU
- Seychelles – République des Seychelles, État membre de l'ONU
- Sierra Leone – République de Sierra Leone, État membre de l'ONU
- Singapour – République de Singapour, État membre de l'ONU
- Slovaquie - République slovaque, État membre de l'ONU
- Slovénie – République de Slovénie, État membre de l'ONU
- Somalie - République fédérale de Somalie, État membre de l'ONU
- Somaliland – République du Somaliland  (État indépendant de facto)
- Soudan – République du Soudan, État membre de l'ONU
- Soudan du Sud - République du Soudan du Sud, État membre de l'ONU
- Sri Lanka – République socialiste démocratique de Sri Lanka, État membre de l'ONU
- Suède – Royaume de Suède, État membre de l'ONU
- Suisse – Confédération suisse, État membre de l'ONU
- Suriname – République du Suriname, État membre de l'ONU
- Swaziland – Royaume du Swaziland, État membre de l'ONU
- Syrie – République arabe syrienne, État membre de l'ONU

### T
- Tadjikistan – République du Tadjikistan, État membre de l'ONU
- Taïwan - République de Chine (État indépendant de facto partiellement reconnu)
- Tanzanie – République unie de Tanzanie, État membre de l'ONU
- Tchad – République du Tchad, État membre de l'ONU
- Thaïlande – Royaume de Thaïlande, État membre de l'ONU
- Timor-Oriental - République démocratique du Timor-Oriental, État membre de l'ONU
- Togo – République togolaise, État membre de l'ONU
- Tonga – Royaume des Tonga, État membre de l'ONU
- Transnistrie - République moldave du Dniestr (État indépendant de facto)
- Trinité-et-Tobago – République de Trinité-et-Tobago, État membre de l'ONU
- Tunisie – République tunisienne, État membre de l'ONU
- Turkménistan - État membre de l'ONU
- Turquie – République de Turquie, État membre de l'ONU
- Tuvalu - État membre de l'ONU

### U
- Ukraine - État membre de l'ONU
- Uruguay – République orientale de l'Uruguay, État membre de l'ONU

### V
- Vanuatu – République du Vanuatu, État membre de l'ONU
- Vatican – Vatican, Cité-État, observateur permanent à l'ONU
- Venezuela - République bolivarienne du Venezuela, État membre de l'ONU
- Viêt Nam – République socialiste du Viêt Nam, État membre de l'ONU

### Y
- Yémen – République du Yémen, État membre de l'ONU

### Z
- Zambie - République de Zambie, État membre de l'ONU
- Zimbabwe – République du Zimbabwe, État membre de l'ONU

## Territoires non-souverains

### Australie
- Îles Ashmore et Cartier - Le Territoire des Îles Ashmore et Cartier (territoire externe inhabité)
- Territoire antarctique australien (territoire externe inhabité)
- Île Christmas - Territoire de l'Île Christmas (territoire externe)
- Îles Cocos - Territoire des Îles Cocos (territoire externe)
- Îles de la mer de Corail - Territoire des îles de la Mer de Corail (territoire externe inhabité)
- Îles Heard-et-MacDonald – Territoire de l'Île Heard-et-McDonald (territoire externe inhabité)
- Île Norfolk – Territoire de l'Île de Norfolk (territoire externe)

### Chine
- Hong Kong - Région administrative spéciale de Hong Kong de la république populaire de Chine
- Macao - Région administrative spéciale de Macao de la république populaire de Chine

### Danemark
- Îles Féroé (pays constitutif)
- Groenland (pays constitutif)

### Espagne
- Catalogne (Le Parlement de Catalogne a déclaré la souveraineté (pas l'indépendance), le 23 janvier 2013. Le 8 mai 2013 cette déclaration a été suspendue provisoirement par la Cour Constitutionnelle de l'Espagne.)

### Finlande
- Åland (région neutre et démilitarisée)

### France
- Île de Clipperton (territoire d'outre-mer)
- Guyane française (territoire d'outre-mer)
- Polynésie française (territoire d'outre-mer)
- Terres australes et antarctiques françaises - Territire des Terres australes et antarctiques françaises (territoire d'outre-mer)
- Guadeloupe (département d'outre-mer)
- Martinique (département d'outre-mer)
- Mayotte (département d'outre-mer)
- Nouvelle-Calédonie
- La Réunion (département d'outre-mer)
- Saint-Barthélemy - Collectivité territoriale de Saint-Barthélemy (territoire d'outre-mer)
- Collectivité de Saint-Martin (territoire d'outre-mer)
- Saint-Pierre-et-Miquelon (territoire d'outre-mer)
- Wallis-et-Futuna (collectivité d'outre-mer)

### Grèce
- Mont-Athos (État monastique autonome)

### Pays-Bas
- Aruba (pays autonome)
- Curaçao (pays autonome)
- Saint-Martin (pays autonome)
- Pays-Bas caribéens (Territoire d'îles sans autonomie)

### Nouvelle-Zélande
- Dépendance de Ross (Suspendu en vertu du Traité sur l'Antarctique)
- Tokelau

### Norvège
- Svalbard
- Île Jan Mayen
- Île Bouvet
- Île Pierre Ier (Suspendu en vertu du Traité sur l'Antarctique)
- Terre de la Reine-Maud (Suspendu en vertu du Traité sur l'Antarctique)

### Royaume-Uni
- Akrotiri et Dhekelia - Base souveraine militaire d'Akrotiri et Dhekelia (Territoire d'outre-mer)
- Anguille (Territoire d'outre-mer)
- Bermudes (Territoire d'outre-mer)
- Territoire antarctique britannique (Territoire d'outre-mer suspendu en vertu du Traité sur l'Antarctique)
- Territoire britannique de l'océan Indien (Territoire d'outre-mer revendiqué par Maurice (pays) et les Seychelles)
- Îles Vierges britanniques (Territoire d'outre-mer)
- Îles Caïmans (Territoire d'outre-mer)
- Îles Malouines (Territoire d'outre-mer revendiqué par l'Argentine)
- Gibraltar (Territoire d'outre-mer)
- Montserrat (Territoire d'outre-mer)
- Îles Pitcairn (Territoire d'outre-mer)
- Sainte-Hélène, Ascension et Tristan da Cunha (Territoire d'outre-mer)
- Géorgie du Sud-et-les Îles Sandwich du Sud (Territoire d'outre-mer revendiqué par l'Argentine)
- Îles Turques-et-Caïques (Territoire d'outre-mer)
- Guernesey - Bailliage de Guernesey (Dépendance de la Couronne), avec trois dépendances:
  -  Aurigny
  -  Sercq
  -  Herm
- Île de Man (Dépendance de la Couronne)
- Jersey - Bailliage de Jersey (Dépendance de la Couronne)

### États-Unis
- Samoa américaines (zone insulaire, incluant Swains, contestée par les Tokélaou)
- Guam (zone insulaire)
- Îles Mariannes du Nord - Commonwealth des Îles Mariannes du Nord (zone insulaire)
- Porto Rico - Commonwealth de Porto Rico (zone insulaire)
- Îles Vierges américaines - Îles Vierges des États-Unis (zone insulaire)
- Île Baker (Territoire inhabité non érigé en municipalité)
- Île Howland (Territoire inhabité non érigé en municipalité)
- Île Jarvis (Territoire inhabité non érigé en municipalité)
- Atoll Johnston (Territoire inhabité non érigé en municipalité)
- Récif Kingman (Territoire inhabité non érigé en municipalité)
- Îles Midway (Territoire inhabité non érigé en municipalité)
- Île de la Navasse (Territoire inhabité non-constitué en société revendiqué par Haïti)
- L'Atoll Palmyra (Territoire inhabité non érigé en municipalité qui appartenait jadis à Hawaii)
- L'Île de Wake (Territoire inhabité non constitué en société revendiqué par la république des Îles Marshall)

## Autres entités
- Antarctique dans son ensemble n'avait pas de gouvernement et pas de population permanente. Sept États membres revendiquaient des parties de l'Antarctique et cinq d'entre eux avaient réciproquement reconnu l'une des autres des revendications[1]. Ces revendications, qui ont été réglementées par le Traité de sur l'Antarctique, n'étaient ni reconnues ni contestée par aucun État signataire[2].
- Azawad - État d'Azawad (État autonome de facto du 6 avril au 12 juillet 2012)
- L'Union européenne était une organisation supranationale sui generis qui avait 28 États membres. Les États membres avaient transféré une partie de leurs pouvoirs exécutif, législatif et judiciaire aux institutions de l'UE, et l'UE avait ainsi certains éléments de souveraineté, sans être généralement considérée comme un État souverain. L'Union Européenne n'avait pas la prétention d'être un État souverain et n'avait qu'une capacité limitée pour les relations avec les autres États.
- L'État Islamique en Irak et au Levant était un groupe rebelle extrémiste islamiste et un califat souverain auto-proclamé au Moyen-Orient incluant la Syrie et l'Irak, et en tant que tel avait fait des annonces de contrôle territorial et d'aspirations de contrôle. Aucune autre nation ne reconnaissait ISIL comme un État. Son objectif était la création d'un État islamique et d'un califat dans le monde entier, conformément au salafisme, par le biais du djihadisme.
- L'Ordre souverain de Malte était une entité prétendant à la souveraineté et un observateur aux Nations unies. L'ordre avait des relations diplomatiques bi-latérales avec un grand nombre d'États, mais n'avait pas d'autre territoire que les zones extraterritoriales à l'intérieur de Rome[3]. La Constitution de l'Ordre stipulait: "L'Ordre est un sujet du droit international et des exerce des fonctions souveraines." [4] Bien que l'ordre affirmait fréquemment sa souveraineté, il n'avait pas la prétention d'être un État souverain. Il manquait un territoire défini. Puisque tous ses membres étaient des citoyens d'autres états, presque tous d'entre eux vivaient dans leur pays d'origine, et ceux qui résidaient dans les propriétés extraterritoriales de l'Ordre à Rome, le faisaient uniquement dans le cadre de leurs fonctions officielles, l'Ordre manquait la caractéristique d'avoir une population permanente.